# Quartier Coppedè

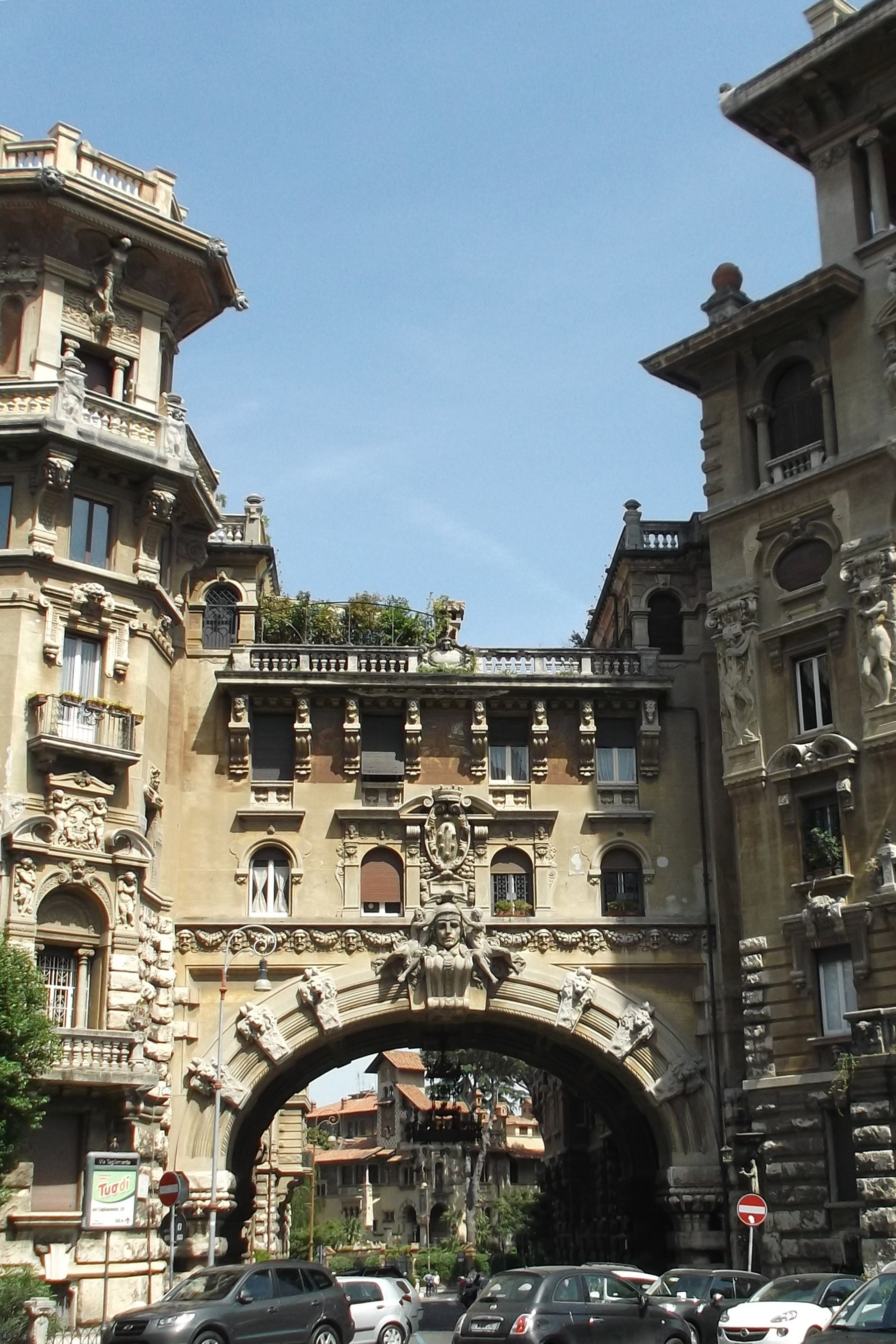
L'arc entre le Palais des Ambassadeurs, qui introduit dans le quartier Coppedè de la via Tagliamento

Le quartier Coppedè est un complexe de bâtiments de style Art nouveau situé à Rome, dans le quartier de Trieste, entre la piazza Buenos Aires et la via Tagliamento. Le quartier constitue le plus remarquable ensemble Art nouveau de Rome.
Bien que n'étant pas réellement un quartier, il a été ainsi nommé par l'architecte qui l'a conçu, et qui lui a donné son nom, Gino Coppedè. Il est composé de dix-huit palais et vingt-sept autres bâtiments organisé autour du noyau central de la place Mincio.

## L'histoire du quartier
En 1915, naît l'idée de construire un nouveau quartier résidentiel à Rome près de la piazza Buenos Aires. Le projet est confié à Gino Coppedè.
Le quartier est fondé sur le plan de l'ingénieur Edmondo Sanjust di Teulada en 1909, et approuvé par le maire Ernesto Nathan. La première présentation du projet aura lieu le 19 octobre 1916. En 1921 le Palais des Ambassadeurs est terminé, mais le quartier est resté inachevé par Coppedè à sa mort en 1927.
Le quartier a été complété ensuite par Paolo Emilio André. Le plan prévoyait initialement la construction de 18 palais et 27 autres bâtiments, notamment des villas et des chalets. Le 23 août 1917, la Commission des édiles fait une demande à Coppedè afin que le quartier ait un aspect « romain ». Donc Coppedè a utilisé le thème de la Rome antique, réalisant des corniches et des moulures comme sous la Rome impériale et un arc rappelant les arcs de triomphe du Forum Romain.
Pour la réalisation, le travertin a été utilisé (toujours en l'honneur de la Rome impériale), tandis que les intérieurs sont faits de faïence émaillée pour les cuisines, parquets en bois pour les séjours, et des mosaïques de style pompéien pour les salles de bains.
Une boîte de nuit située à proximité a souvent causé des nuisances dans le quartier,,.

## Description du quartier

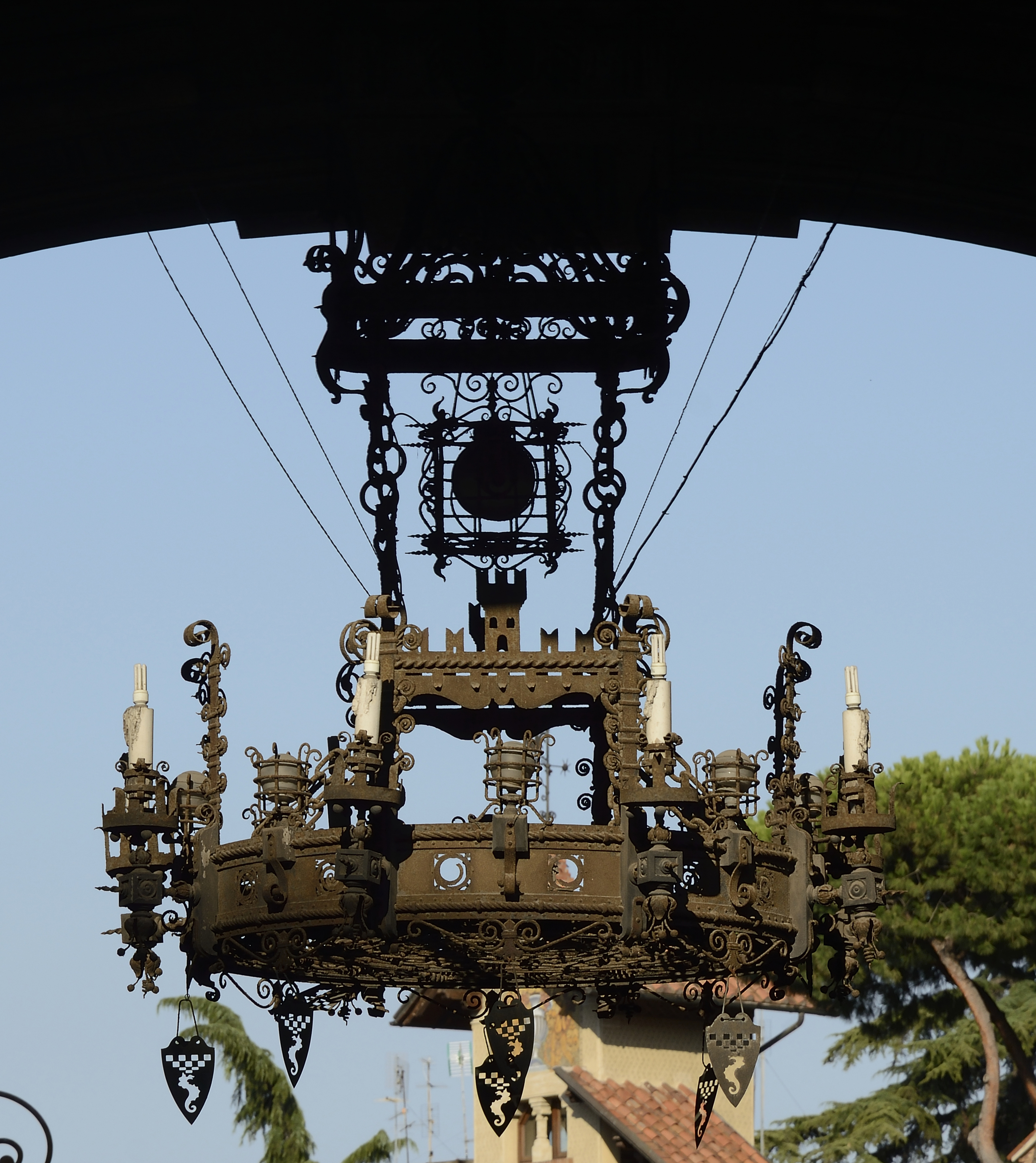
Le grand chandelier en fer forgé sous l'arche,

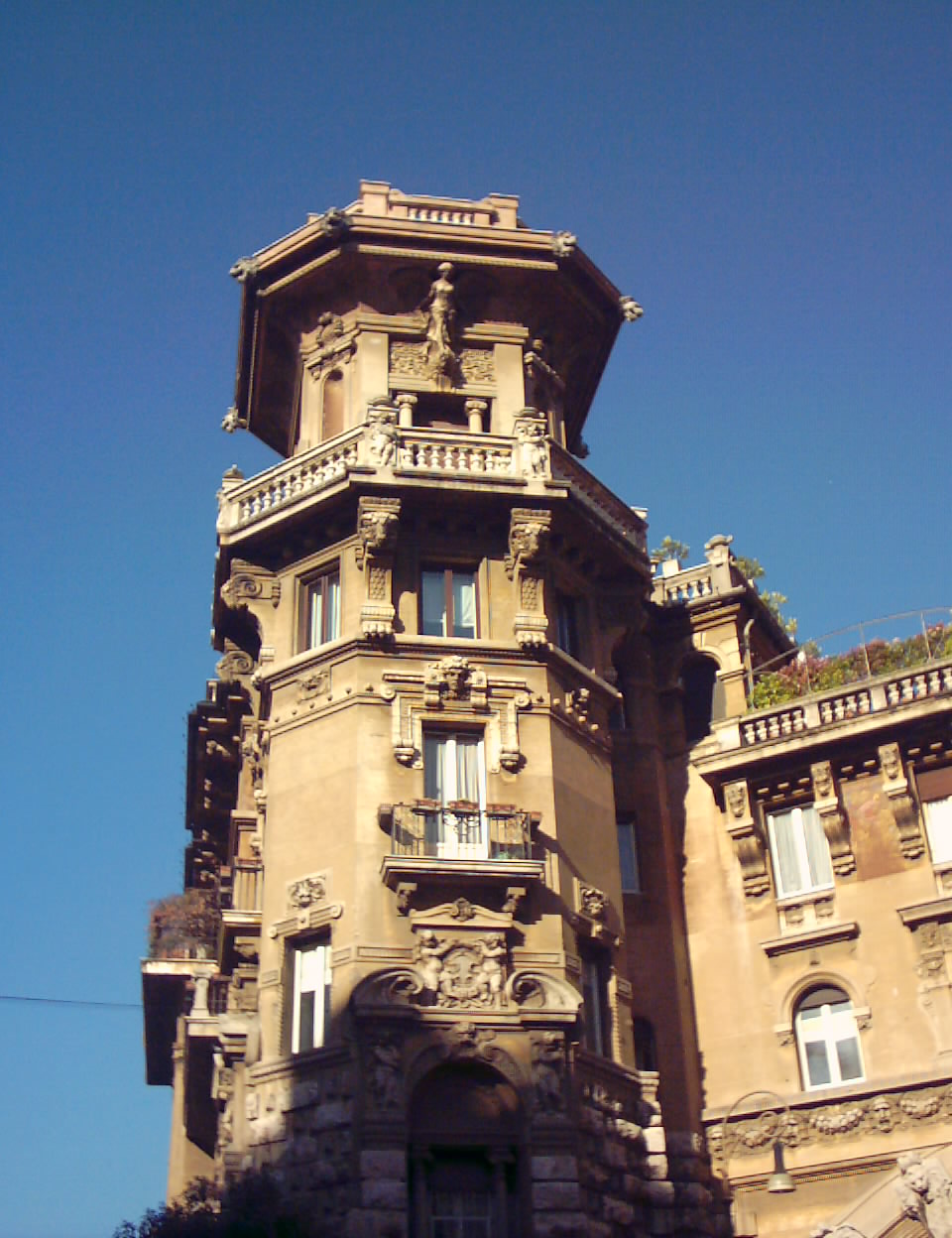
Tour d'un palais, dans le quartier Coppedè

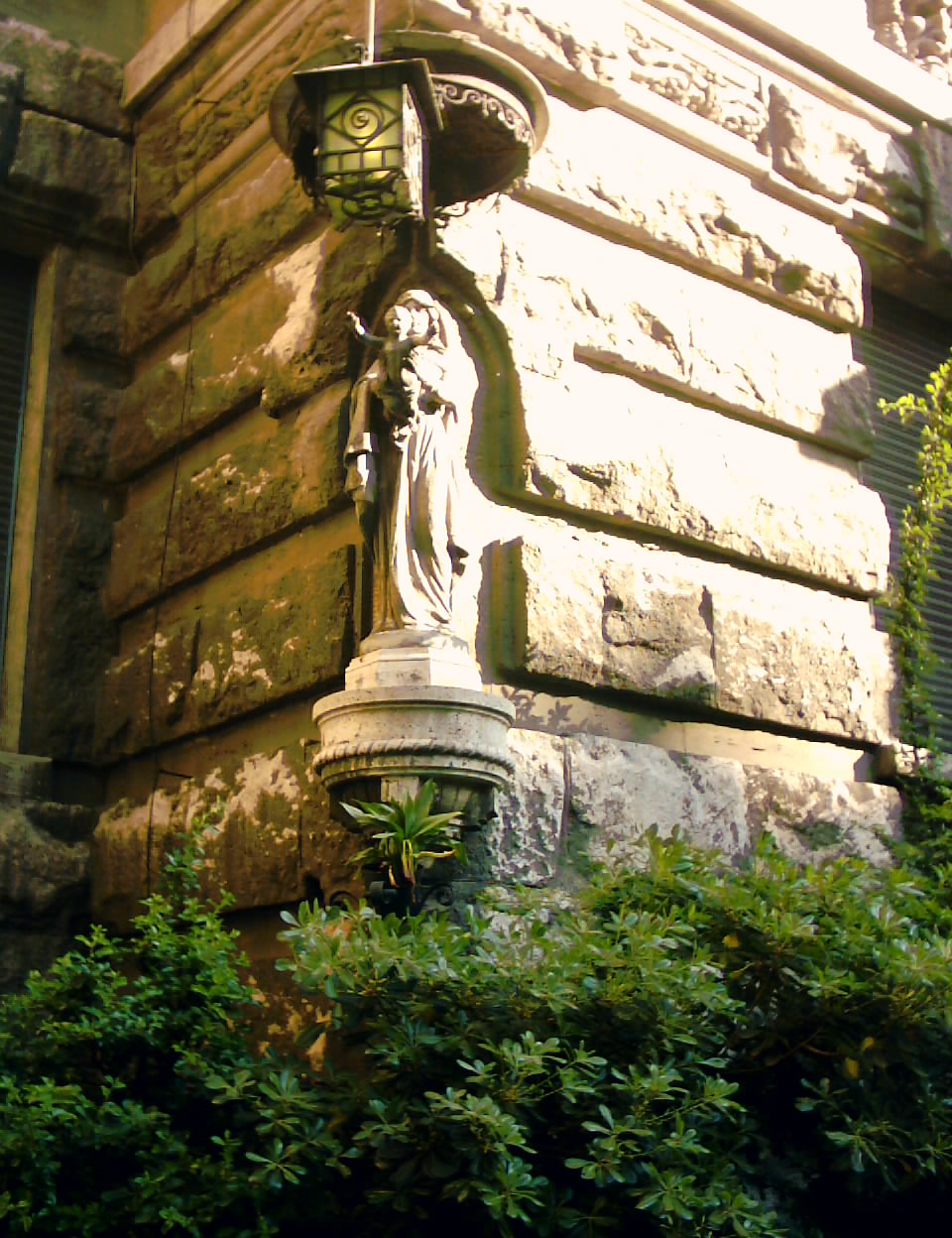
Vierge à l'Enfant, à l'entrée du quartier Coppedè, via Tagliamento

L'entrée principale du Quartier Coppedè, du côté de la via Tagliamento, est représentée par un grand arc qui relie les deux bâtiments. Juste avant l'arche, se trouve un kiosque à journaux avec une statue de la vierge à l'Enfant. Sous la voûte est installé un grand lustre en fer forgé. La voûte est décorée avec de nombreux éléments architecturaux, qui ont la caractéristique d'être disposées de façon asymétrique.
Passé l'arche, on rejoint la piazza Mincio, cœur névralgique du quartier. Au milieu de la place se dresse la fontaine des Grenouilles, construite en 1924.
L'arc qui surmonte l'entrée de l'immeuble situé au numéro 2 de la place est une fidèle reproduction d'une scène du film de 1914 Cabiria.
Pour son architecture particulière, le Quartier Coppedè a été choisi par le réalisateur Dario Argento comme toile de fond pour certaines scènes de son film, Inferno, et L'oiseau au plumage de cristal et, en 1976, le réalisateur Richard Donner pour les scènes d'ouverture du film Le présage. Parmi les films tournés dans le quartier, il y a également le film noir de 1974, Le parfum de la dame en noir de Francesco Barilli, et Le Ciel dans une Chambre de Carlo Vanzina.
Dans l'une des villas du quartier, le ténor Beniamino Gigli possédait sa maison romaine.
Via Tanaro, se trouve l'ambassade d'Afrique du sud, et via Brenta, sont installées celles du Maroc et de la Bolivie.

### Les bâtiments

#### L'intérieur
Tous les bâtiments conçus par Coppedè sont orientés vers une vision moderne de l'environnement, avec la division des zones de jour et de nuit, la réinterprétation d'espaces, pour répondre aux besoins des clients, en prenant soin de finement décorer les pièces: mosaïques dans les salles de bains, plafonds à caissons, chaudières en cuivre, cuisine avec vasque en marbre, interphone et garage.

#### Le Villino des Fées
Il se trouve au 3 place Mincio. Au deuxième étage une peinture représente des figures humaines dans les fenêtres à meneaux, qui rappelle les dessins de personnalités célèbres de la Villa Carducci à Legnaia de Andrea del Castagno. On peut voir : une femme en toge, une femme avec un péplos, une femme vêtue à l'ancienne, un homme avec une barbe, des armures, et un cimeterre et un homme avec une épée et un chapeau. Parmi les matériaux utilisés, le marbre, la brique, le travertin, la terre cuite, le verre, le bois et le fer forgé. Les façades extérieures, finement réalisées, sont uniques, composées de plusieurs éléments en saillie.

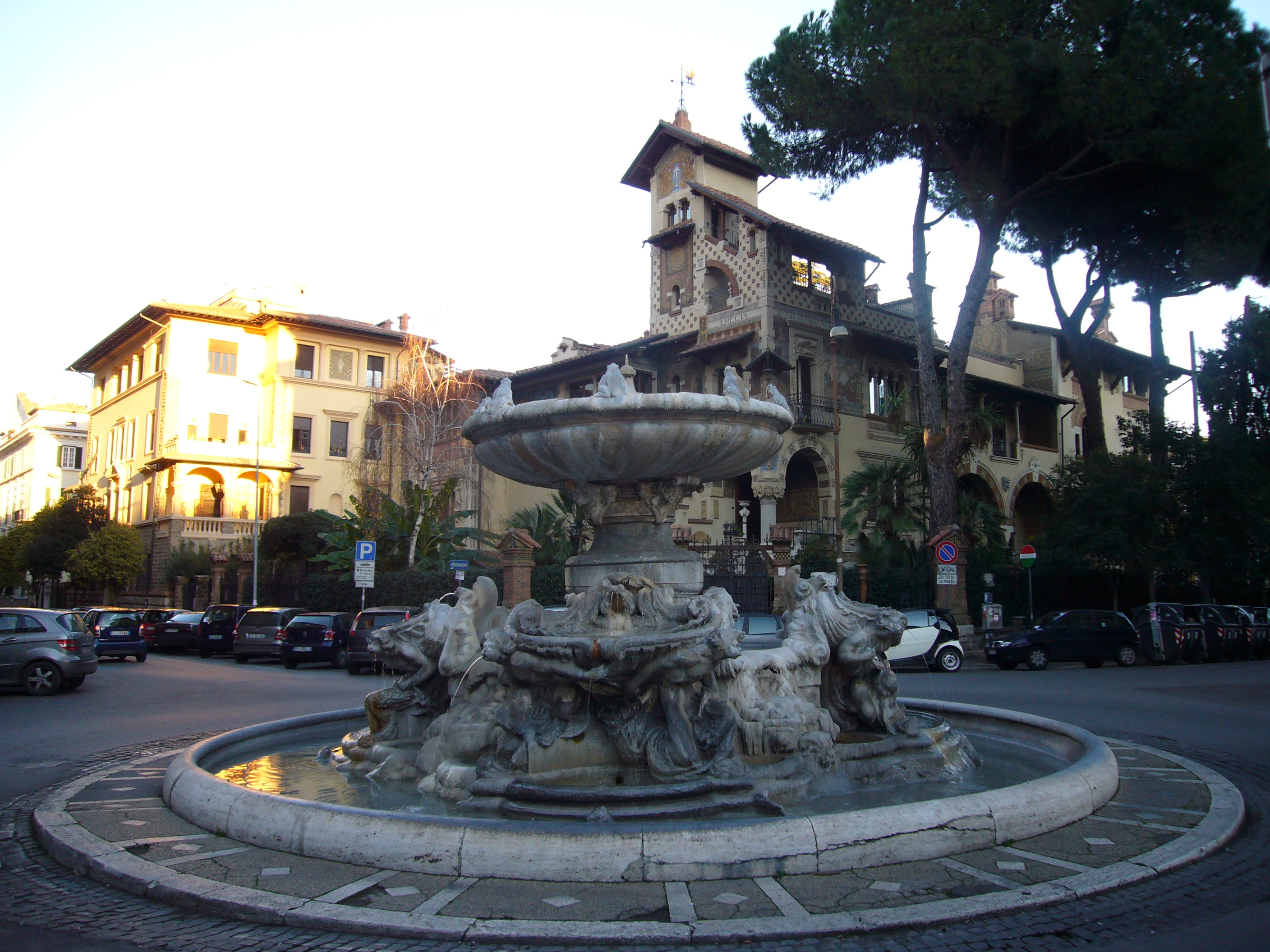
Fontaine des Grenouilles, place Mincio

- Le premier élément sur la gauche se compose de quatre trous parmi les portraits de Pétrarque et de Dante. Au premier étage, une fenêtre avec deux colonnes, dont l'une peinte avec des festons et de putti et d'un décor représentant une abeille.
- Le deuxième élément est constitué d'une série de trois fenêtres séparées par de petites colonnes. Au deuxième étage une peinture représente Florence avec l'inscription « FIORENZA BELLA ». Au niveau de la loggia il y a une décoration avec un fauconnier et un faucon.
- Le troisième corps est constitué d'une tour avec des festons et des putti. Sur une fenêtre à meneaux il y a une horloge avec des motifs du Zodiaque. Au fond il y a un blason avec un serpent. Dans le coin se trouve un escalier avec loggia. Dans le porche, est visible une décoration avec des anges.

Le côté de la via Brenta est composé de trois éléments en saillie.
- Fontaine des Grenouilles, place MincioLe premier élément sur la gauche se compose d'une tour dans laquelle, au niveau du deuxième étage on peut voir des décorations représentant le lion ailé de Saint-Marc et l'aigle de Saint Jean. Sous l'aigle un décor représente une procession, et au-dessous du lion, est représenté un navire. En complément de la façade, une nouvelle décoration, avec des festons et des putti.
- Le deuxième corps est constitué d'une petite loggia avec décoration florale, deux arcs avec des bas-reliefs représentant des abeilles et des raisins, des blasons et des petites feuilles à l'intérieur et une fausse graffiti représentant deux angelots.
- Le troisième corps est constitué de décors de putti sur le dessus. Dans l'étage du milieu, il y a un balcon avec une décoration représentant la louve avec Romulus et Remus. L'étage inférieur comprend une décoration représentant des putti et des feuilles stylisées.

Au centre, il y a une peinture d'un cadran solaire. Entre autres décorations, on voit une scène de bataille avec l'inscription Domus pacis et autres écrits Domino laetitia praebeo et Et paetre/ex arte venustas et un pigeonnier au-dessous de l'angle de la toiture de la façade.

#### Le palais des Ambassadeurs
Ce complexe est composé de deux blocs triangulaires séparés par la via Dora et divisés en cinq niveaux. À l'angle entre la via Arno et via Tagliamento, il y a deux tourelles. Sur la tourelle à l'angle de la via Tagliamento, on trouve l'inscription « anno Domini MCMXXI » qui indique la date probable de construction, et un bas-relief avec des figures grotesques. La grande arche centrale est décorée avec des peintures représentant une Victoire ailée, et des mosaïques représentant des aigles. A l'intérieur de l'arche, figure la dédicace à Coppedè. Au troisième étage il y a une décoration d'une tasse, se souvenant du Saint Graal.

#### Le palais de l'Araignée
Le palais est situé sur la piazza Mincio 4 et a été bâti entre 1916-1926. Il tire son nom de la décoration sur la porte d'entrée principale. Il est divisé en quatre étages et comporte une tourelle. Au troisième niveau, il y a un balcon avec loggia. Au-dessus il y a une peinture à l'ocre et noir, représentant un cheval surmonté d'une enclume entre deux griffons surmonté de l'inscription « Travail ». Sur le côté de la via Tanaro on voit la devise « Maiorum exempla ostendo/artis praecepta recentis ».

#### Autres bâtiments
Le palais du 7 via Olona
Il remonte à 1925 (environ). La façade est divisée en quatre éléments en saillie. Le bâtiment central a cinq étages et quatre côtés. Sur le dernier étage et autour du balcon, il y a des décorations géométriques.
Villino du 26 via Brenta
Il est le siège du lycée scientifique d'État Amedeo Avogadro. Il comprend deux niveaux. À droite de la façade, il y a l'entrée de la loge. Au premier étage une mosaïque représente un coq, une tasse et trois dés avec les chiffres un, trois et cinq.
Villino du 7 via Ombrone
Le bâtiment a un plan carré. Il est divisé en deux niveaux plus un sous-sol. Le premier niveau présente un bossage rustique. Au niveau de l'attique, il y a des reliefs d'abeilles.
Villino du 8 via Ombrone
Le bâtiment a deux niveaux plus un sous-sol et, sur la gauche, une petite loggia.
Villino du 11 via Ombrone
Le bâtiment dispose d'un plan quadrangulaire. Il est divisé en deux étages plus un sous-sol. Les extérieurs sont composés de différents types de pierres de taille. Les fenêtres sont arquées, décorées avec des armes.
Le palais du 2 via Olona
À l'époque, il est le siège officiel du conseiller de Pologne à Rome. Sur le côté droit une représentation figure la chasse, tandis que sur la loggia, il y a les ovales avec les colombes en alternance avec un représentant de St Georges. Le bâtiment est attribué de façon douteuse à Coppedè.